# María Luisa Servín
María Luisa Servín Ortíz (25 de agosto de 1962) é uma maratonista profissional mexicana.
María Luisa Servín venceu a Corrida Internacional de São Silvestre, em 1991.